# Versailles (Kentucky)
Versailles é uma cidade localizada no estado americano de Kentucky, no Condado de Woodford.

## Demografia
Segundo o censo americano de 2000, a sua população era de 7511 habitantes.
Em 2006, foi estimada uma população de 7733, um aumento de 222 (3.0%).

## Geografia
De acordo com o United States Census Bureau tem uma área de
7,3 km², dos quais 7,3 km² cobertos por terra e 0,0 km² cobertos por água. Versailles localiza-se a aproximadamente 283 m acima do nível do mar.

## Localidades na vizinhança
O diagrama seguinte representa as localidades num raio de 24 km ao redor de Versailles.